# 親子クイズ国語算数理科社会
『親子クイズ国語算数理科社会』（おやこクイズこくごさんすうりかしゃかい）は、1982年10月6日から1983年3月30日までTBS系列局で放送されていたTBS製作のクイズ番組である。放送時間は毎週水曜 19:00 - 19:30 （日本標準時）。

## 概要
一般親子のペア×4組が小学校の教科書を基にしたクイズに挑戦していた視聴者参加型のクイズ番組で、堺正章が司会を、二階堂杏子が出題者を務めていた。当初は親の解答者席と子の解答者席との間に「断絶板」があり、これによって仕切られていたが、後に「メインの子供解答席」と「サブの親御解答席」とに2分化された。

## ルール
「子供向け問題」と「親御向け問題」を1問ごとに計7問、「筆記問題」と「択一問題」を出題。1問ごとに親が「正解できそうな子供」を指名する。クイズ正解者と指名正解者は各問題毎に定められた得点（難易度に応じて80 - 200点、最終問題のみボーナス点の800点）を頭割りにして配点した。
最終問題は8人全員で解答。総合得点が1,000点を越えると天井から紙吹雪が降り、親子でディズニーランド旅行獲得となる。しかしながら、優勝しても1,000点に届かないケースも発生する（この場合、折角のファンファーレが間の抜けたジングルになる）。出場親子には「参加賞」などが貰えた。

## 放送局
- TBS系列単独加盟局（信越放送と北陸放送を除く）
- 福島テレビ・テレビ山口（フジテレビ系列とのクロスネット局）

## 備考
初回に行ったのは芸能人の親子を招いての「ゲスト特集」で、横山やすし・木村一八チーム、服部克久・服部隆之チームなどが出場した。「ゲスト特集」はその後も何度か行われており、「水戸黄門の黄門様の印籠は何を入れているでしょう？」を出題した回には同作品出演者の高橋元太郎親子が、「水戸黄門は誰の孫？」を出題した回には東野英心親子が出場した。
| TBS系列 水曜19:00枠                                  | TBS系列 水曜19:00枠                                          | TBS系列 水曜19:00枠                                               |
| 前番組                                               | 番組名                                                       | 次番組                                                            |
| ---------------------------------------------------- | ------------------------------------------------------------ | ----------------------------------------------------------------- |
| 桂三枝の連続クイズ （1981年10月7日 - 1982年9月15日） | 親子クイズ国語算数理科社会 （1982年10月6日 - 1983年3月30日） | 突撃HOTスタジオ! （1983年4月20日 - 1983年6月29日） ※19:00 - 19:54 |